# リリー・ショルツ
リリー・ショルツ（Lilly Scholz、1903年4月18日 - 没年不明）は、オーストリア出身のフィギュアスケート選手。1928年サンモリッツオリンピックペア銀メダリスト。1929年世界フィギュアスケート選手権ペアチャンピオン。パートナーはオットー・カイザー。

## 経歴
- オットー・カイザーとペアを組む。
- 1928年サンモリッツオリンピックで銀メダルを獲得。
- 1929年世界フィギュアスケート選手権優勝。

## 主な戦績
| 大会/年      | 1924-25 | 1925-26 | 1926-27 | 1927-28 | 1928-29 |
| ------------ | ------- | ------- | ------- | ------- | ------- |
| オリンピック |         |         |         | 2       |         |
| 世界選手権   | 3       | 2       | 3       | 2       | 1       |